# Salon des arts ménagers

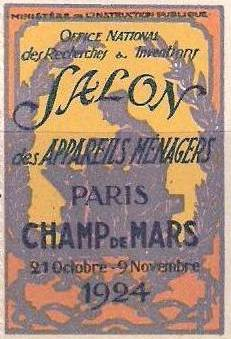
Plakát propagující veletrh v roce 1924

Salon des arts ménagers (tj. Veletrh domácích potřeb) byl každoroční veletrh prezentující novinky v oblasti bydlení a domácího vybavení, který se konal v Paříži v letech 1923 až 1983.

## Historie
Téměř dvacet let po zahájení pařížského veletrhu otevřel v říjnu 1923 Jules-Louis Breton, státní tajemník pro vynálezy za první světové války, v kasárnách na Champ-de-Mars, Veletrh domácích spotřebičů věnovaný nejnovějším vynálezům. Prvního ročníku se účastnilo 200 vystavovatelů. Jeho úspěch vedl k instalaci v Grand Palais od roku 1926, kdy byl přejmenován na Veletrh domácích potřeb.
V roce 1961 se veletrh přesunul z Grand Palais do Centra pro nový průmysl a technologie. Poslední výstava se konala v roce 1983. Poté ji nahradila Výstava domácí techniky (Salon de l'équipement domestique) vyhrazená pro profesionály, která se koná na výstavišti Villepinte.